# Оронс (Буш-дю-Рон)
Оронс (фр. Aurons) — коммуна на юго-востоке Франции в регионе Прованс — Альпы — Лазурный Берег, департамент Буш-дю-Рон, округ Экс-ан-Прованс, кантон Пелиссан.
Площадь коммуны — 12,82 км², население — 527 человек (2006) с тенденцией к стабилизации: 531 человек (2012), плотность населения — 41,4 чел/км².

## Население
Население коммуны в 2011 году составляло 532 человека, а в 2012 году — 531 человек.
| 1962 | 1968 | 1975 | 1982 | 1990 | 1999 | 2006 | 2008 | 2011 | 2012 |
| ---- | ---- | ---- | ---- | ---- | ---- | ---- | ---- | ---- | ---- |
| 105  | 150  | 247  | 282  | 355  | 511  | 527  | 531  | 532  | 531  |

Динамика населения:

## Экономика
В 2010 году из 358 человек трудоспособного возраста (от 15 до 64 лет) 242 были экономически активными, 116 — неактивными (показатель активности 67,6 %, в 1999 году — 66,5 %). Из 242 активных трудоспособных жителей работали 216 человек (112 мужчин и 104 женщины), 26 числились безработными (10 мужчин и 16 женщин). Среди 116 трудоспособных неактивных граждан 41 были учениками либо студентами, 37 — пенсионерами, а ещё 38 — были неактивны в силу других причин.
На протяжении 2010 года в коммуне числилось 200 облагаемых налогом домохозяйств, в которых проживало 503,0 человека. При этом медиана доходов составила 24 тысячи 707 евро на одного налогоплательщика.